# Marmaduke (film, 2022)
A Marmaduke 2022-ben megjelent számítógépes animációs filmvígjáték, amelyet Mark Dippé rendezett (Phil Nibbelink, Youngki Lee, valamint Matt Whelan társrendezőkkel közösen), Paul és Brad Anderson azonos című képregénye alapján. A 2010-es hasonló című élőszereplős film után ez a második nagyjátékfilm, amely a Marmaduke-képregény alapján készült. A szereplők eredeti hangjait Pete Davidson, J. K. Simmons és David Koechner kölcsönzi.
Több országok az SC Films forgalmazásában, az Egyesült Államokban pedig a Netflix kínálatában jelent meg 2022. május 6-án. Általánosságban negatív véleményeket kapott a kritikusoktól, akik az animációt, a forgatókönyvet, a történetet, a szereplőket és a humort is kritizálták.

## Cselekmény
Egy neves kinológus megpróbálja elérni, hogy Marmaduke, egy fegyelmezetlen kutya legyen az első német dán dog, amely megnyeri a kutya világbajnokságot.

## Szereplők
| Szerep          | Eredeti hang    | Magyar hang         |
| --------------- | --------------- | ------------------- |
| Marmaduke       | Pete Davidson   | Szabó Máté          |
| Zeus            | J. K. Simmons   | Barbinek Péter      |
| Phil Winslow    | David Koechner  | Kerekes József      |
| Guy Hilton      | Brian Hull      | Fekete Zoltán       |
| Billy           | Terri Douglas   | Tóth Csanád         |
| Barbara Winslow | Erin Fitzgerald | Pauwlik Dorka Gréta |
| Dottie Winslow  | Julie Nathanson | Horváth Lili        |
| Henri           | Andrew Morgado  | Bácskai János       |

## Bemutató
A filmet először 2019 második negyedévére jelentették be. Később 2020-ra tervezték a megjelenést, de a COVID-19 világjárvány miatt elhalasztották. A filmet a Netflix 2022-ben felvásárolta. A Netflix 2022. április 8-án tette közzé a film előzetesét, és május 6-i megjelenési dátumot jelentett be.

## Fordítás
- Ez a szócikk részben vagy egészben  a   Marmaduke (2022 film) című angol Wikipédia-szócikk fordításán alapul.  Az eredeti cikk szerkesztőit annak laptörténete sorolja fel. Ez a jelzés csupán a megfogalmazás eredetét és a szerzői jogokat jelzi, nem szolgál a cikkben szereplő információk forrásmegjelöléseként.